# Mamankeri, Bidar
Mamankeri là một làng thuộc tehsil Bidar, huyện Bidar, bang Karnataka, Ấn Độ.